# Orthanilsäure
Orthanilsäure ist der Trivialname für 2-Aminobenzolsulfonsäure. Aminobenzolsulfonsäuren sind wichtige industrielle Zwischenprodukte zur Synthese von organischen, wasserlöslichen Farbstoffen. Aufgrund der hohen Acidität der Sulfonsäurefunktion liegt, im Gegensatz zu Aminocarbonsäuren, ihr isoelektrischer Punkt (IEP) im Sauren.

## Herstellung
Benzolsulfonsäure wird zu einem Gemisch aus 2- und 3-Nitrobenzolsulfonsäure nitriert und das o-Isomere (2-Nitrobenzolsulfonsäure) nach Isomerentrennung über die Magnesiumsalze mit Eisen in saurem Medium zu Orthanilsäure reduziert.

## Verwendung
Orthanilsäure ist eine viel verwendete Diazokomponente zur Herstellung von Azofarbstoffen. Die orthoständige Sulfonsäuregruppe schirmt die Azobrücke sterisch ab und schützt diese. Es resultieren Farbstoffe mit (im Vergleich zu Metanilsäure oder Sulfanilsäure als Diazo-Komponente) erhöhten Gebrauchsechtheiten.